# Villameriel (kommunhuvudort)
Villameriel är en kommunhuvudort i Spanien.   Den ligger i provinsen Provincia de Palencia och regionen Kastilien och Leon, i den norra delen av landet, 240 km norr om huvudstaden Madrid. Villameriel ligger 906 meter över havet och antalet invånare är 137.
Terrängen runt Villameriel är platt. Runt Villameriel är det mycket glesbefolkat, med 6 invånare per kvadratkilometer. Närmaste större samhälle är Herrera de Pisuerga, 14,0 km nordost om Villameriel. Trakten runt Villameriel består till största delen av jordbruksmark.